# قرار مجلس الأمن التابع للأمم المتحدة رقم 326
قرار مجلس الأمن التابع للأمم المتحدة رقم 326، الصادر في 2 فبراير 1973، والمتعلق بالأعمال الاستفزازية والعدوانية التي ارتكبتها روديسيا ضد زامبيا وانزعج المجلس من التدخل العسكري المستمر لجنوب أفريقيا في روديسيا، وأدان جميع أعمال الاستفزاز والمضايقة ضد زامبيا.
طالب القرار بالانسحاب الفوري لجميع القوات العسكرية لجنوب إفريقيا من روديسيا ومن حدودها مع زامبيا وقرر إيفاد بعثة خاصة (تتكون من 4 أعضاء في المجلس يتم تعيينهم من قبل الرئيس) لتقييم الوضع في المنطقة وإرسال تقرير بحلول 1 مارس 1973. كما اغتنم المجلس الفرصة لإعادة تأكيد جميع مواقفه السابقة ضد دول روديسيا وجنوب أفريقيا.
وقد اعتمد القرار مع 13 صوتاً مع امتناع المملكة المتحدة والولايات المتحدة عن التصويت.